# Barbara Keyfitz

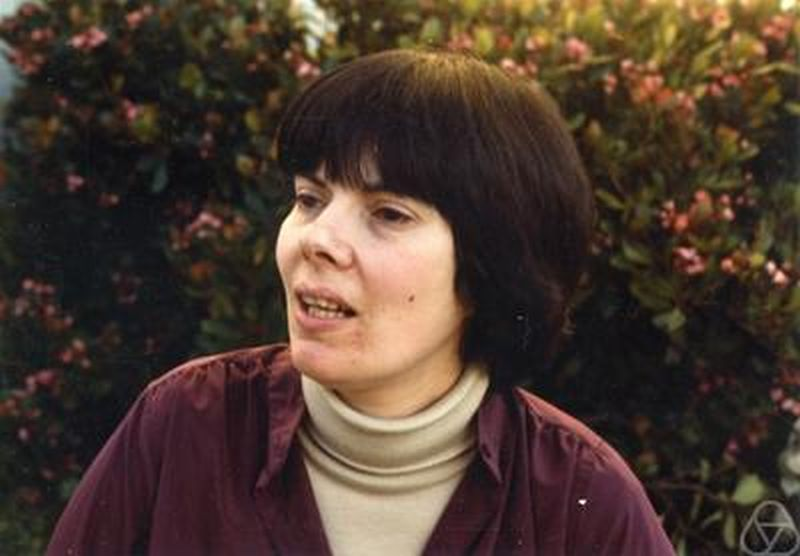
Barbara Keyfitz 1982

Barbara Lee Keyfitz (* 7. November 1944 in Ottawa, Kanada) ist eine kanadisch-US-amerikanische Mathematikerin.

## Leben
Barbara Keyfitz wurde als Tochter des Demografen Nathan Keyfitz (1913–2010) und dessen Frau Beatrice (Orkin) Keyfitz (1913–2009) geboren. Sie studierte Mathematik und erwarb 1966 ihren Bachelor of Science an der University of Toronto. Dann wechselte sie an die New York University, wo sie 1968 ihren Master of Science erhielt. 1970 wurde sie am Courant Institute of Mathematical Sciences of New York University zum Ph.D. promoviert. Ihr Doktorvater war Peter Lax.
Von 1970 bis 1976 war sie Assistant Professor an der Columbia University und von 1977 bis 1979 Lecturer an der Princeton University. Anschließend war sie an der Arizona State University als Assistant Professor (1979–1981) und Associate Professor (1981–1983) tätig. Von 1983 bis 2008 wirkte sie an der University of Houston und zwar als Associate Professor (1983–1987), Professor (1987–2008), John and Rebecca Moores University Scholar (1998–2000) und John and Rebecca Moores Professor (2000–2008). Von 2004 bis 2008 war sie zusätzlich Präsidentin des Fields Institute der University of Toronto. Seit 2009 ist sie Dr. Charles Saltzer Professor an der Ohio State University.
Als Gastwissenschaftlerin war sie an der Universität Nizza Sophia-Antipolis (1980), Duke University (1981), University of California, Berkeley (1982), Universität Saint-Étienne (1988), Institute for Mathematics and its Applications (1989), University of Warwick (1989), Fields Institute an der University of Waterloo (1993), Brown University (1999–2000), Chinesische Universität Hongkong (2001) und am National Center for Theoretical Sciences Taiwan (2002).
Barbara Keyfitz ist mit dem Mathematiker Martin Golubitsky verheiratet und hat zwei Kinder.

## Wirken
Keyfitz arbeitet auf dem Gebiet der Angewandten Mathematik. Sie beschäftigt sich mit nichtlinearen partiellen Differentialgleichungen, insbesondere mit hyperbolischen Erhaltungssätzen, aber auch mit Erhaltungssätzen, die nicht strikt hyperbolisch sind oder ihren Typ von hyperbolisch nach elliptisch ändern. Diese können in Modellen von Mehrphasenströmungen in porösen Medien auftreten. Keyfitz beschäftigte sich mit freien Randwertproblemen, um transsonische Strömungen besser zu verstehen, und sie studierte Bifurkationsprobleme in Reaktionsdiffusionsgleichungen, besonders in der Theorie von Schockwellen.
1992 wurde sie Fellow der American Association for the Advancement of Science. 2005 erhielt sie den Krieger-Nelson-Preis der Canadian Mathematical Society, 2006 den Esther Farfel Award der University of Houston und 2012 den SIAM Prize for Distinguished Service to the Profession. Von 2005 bis 2007 war sie Präsidentin der Association for Women in Mathematics und seit 2011 ist sie Präsidentin des International Council for Industrial and Applied Mathematics. 2012 durfte sie die Noether Lecture halten. Keyfitz ist Mitglied der American Mathematical Society, der Society for Industrial and Applied Mathematics, von Sigma Xi, der Canadian Mathematical Society und der Canadian Applied and Industrial Mathematics Society.

## Werke
- Barbara Kefitz Quinn [richtig: Barbara Keyfitz Quinn]: Time-Decreasing Functionals of Nonlinear Conservation Laws. Thesis (Ph. D.), New York University, 1970
- Barbara Lee Keyfitz und Herbert C. Kranzer (Herausgeber): Nonstrictly hyperbolic conservation laws. Proceedings of an AMS Special Session held January 9–10, 1985 (= Contemporary mathematics, Band 60). American Mathematical Society, Providence 1987, ISBN 0-8218-5069-5
- Barbara Lee Keyfitz, Michael Shearer (Herausgeber): Nonlinear evolution equations that change type (= IMA volumes in mathematics and its applications, Band 27). Springer, Berlin [u. a.] 1990, ISBN 3-540-97353-2